# Satanivka, Monastîrîșce
Satanivka (în ucraineană Сатанівка) este o comună în raionul Monastîrîșce, regiunea Cerkasî, Ucraina, formată numai din satul de reședință.

## Demografie
Componența lingvistică a comunei Satanivka
     Ucraineană (98,28%)
     Rusă (1,39%)
     Alte limbi (0,08%)
Conform recensământului din 2001, majoritatea populației comunei Satanivka era vorbitoare de ucraineană (98,28%), existând în minoritate și vorbitori de rusă (1,39%).